# 三好直人
三好 直人（みよし なおひと、1972年 - ）は、日本の漫画家。徳島県徳島市出身。趣味は映画観賞。

## 経歴
1995年（平成7年）の第50回手塚賞で「RUNE・QUEST」が佳作受賞。2003年（平成15年）5月にジャンプJブックスより城崎火也原作「湖の魔手」のイラストを手掛ける。

## 作品
- 「RUNE・QUEST」手塚賞佳作
- 「湖の魔手」（原作：城崎火也、ジャンプJブックス・2003年5月発行）
- 「遊☆戯☆王ZEXAL」（原案・監修：高橋和希/スタジオ・ダイス、ストーリー：吉田伸、Vジャンプ 2011年2月号 - 2015年8月特大号）
- 「遊☆戯☆王ARC-V」（原作：高橋和希/スタジオ・ダイス、Vジャンプ 2014年7月号 読み切り掲載、2015年10月号 - 2019年6月号）
- 「遊☆戯☆王OCGSTORIES」(企画協力コナミ、原作：吉田伸)Vジャンプ2022年6月号-連載中)